# Louis Rankin
Louis Rankin (Stockton, 4 maggio 1985) è un giocatore di football americano statunitense che è attualmente free agent.

## Carriera universitaria
Ha giocato nei Washington Huskies squadra rappresentativa dell'Università di Washington.
- Nella stagione 2004 ha giocato 8 partite correndo 9 volte per 35 yard e ritornando su kickoff 10 volte per 230 yard.
- Nella stagione 2005 ha giocato 7 partite correndo 104 volte per 485 yard  con un touchdown. Ha ricevuto 6 volte per 54 yard, inoltre ha fatto un ritorno su kick off ma con nessuna yard.
- Nella stagione 2006 ha giocato 12 partite correndo 142 volte per 666 yard con 4 touchdown. Ha ricevuto 13 volte per 75 yard e ha fatto un lancio ma non lo ha completato.
- Nella stagione 2007 ha giocato 13 partite correndo 233 volte per 1294 yard"record personale" con 6 touchdown"record personale". Ha ricevuto 20 volte per 126 yard"record personale" con 2 touchdown, inoltre ha fatto 40 ritorni su kick off per 976 yard"record personale" con un touchdown. Ha lanciato pure 4 volte per 31 yard con un touchdown.

## Nella NFL

### Prima volta con gli Oakland Raiders
Al draft NFL 2008 non è stato scelto ma poi è stato preso dai rookie non selezionati dagli Oakland Raiders. Dopo aver disputato quattro partite di preseason con la squadra è stato aggregato alla squadra di allenamento. Il 13 dicembre è stato inserito nei 53 giocatori che compongono il roster ufficiale, ma non è riuscito a trovare lo spazio per giocare.
Nella stagione successiva ha giocato 2 partite, facendo il suo debutto nella NFL indossando la maglia numero 40 il 14 settembre contro i San Diego Chargers. Il 28 settembre 2009 è stato svincolato.

### Con i Seattle Seahawks
Il 30 settembre 2009 ha firmato con la squadra di allenamento, il 28 ottobre è stato inserito nei 53 giocatori che compongono il roster ufficiale, ha indossato la maglia numero 40.

## Seconda volta con gli Oakland Raiders
Il 5 gennaio 2011 ha rifirmato con i Raiders, scegliendo il numero di maglia 30. Il 3 settembre è stato svincolato.

## Vittorie e premi
Nessuno.

## Statistiche
| Partite totali             | 9  |
| Partite totali da titolare | 0  |
| Yard su ricezione          | 33 |
| Touchdown su ricezione     | 0  |
| Yard su corsa              | 36 |
| Touchdown su corsa         | 0  |